# 贝阿瓦尔
贝阿瓦尔（Beawar），是印度拉贾斯坦邦Ajmer县的一个城镇。总人口123701（2001年）。

## 人口
该地2001年总人口123701人，其中男性64394人，女性59307人；0—6岁人口17076人，其中男8996人，女8080人；识字率71.25%，其中男性为79.34%，女性为62.46%。